# 羽鳥風画
羽鳥 風画（はとり ふうが、12月18日 - ）は、日本のソングライター、編曲家、音楽プロデューサー。

## 概要
東京都出身。早稲田大学第一文学部英文科を卒業後に渡仏し、フランス国立リヨン地方音楽院を卒業。帰国後はフリーランスの作曲家として活動し、主にゲーム・アニメの主題歌やBGMを手掛けている。studio CHANT名義で活動する他、同人では羽っ鳥もさく共和国としても活動。

## 楽曲提供

### アニメ
- ちょぼらうにょぽみ劇場 あいまいみー
  - 「ギリギリ最強あいまいみー!」
  - 「白いページ」
  - 「まいまい戦記 〜外伝〜」
  - 「Asparagus」
  - 「愛っしょ!」
  - 「まいまい戦記 〜飛翔編〜」
  - 「妄想アイロニー 完全版」
  - 「ヤムラップ」
- ちょぼらうにょぽみ劇場第二幕 あいまいみー -妄想カタストロフ-
  - 「全力炸裂あいまいみー!!」
  - 「脳内セオリー」
  - 「virginity」
  - 「【歌ってみた】LEGEND【ミイ・ミゼル】」
  - 「百華流麗」
- ちょぼらうにょぽみ劇場第三幕 あいまいみー -Surgical Friends-
  - 「全員集合、あいまいみー!!!」
  - 「ラッキーチャンスを逃がさないで」（編曲として参加）
  - 「CaとFeが足りないっ!!」
  - 「まいまい神話〜転生編〜」
  - 「MII of the world」
  - 「たかひろHIPHOP〜Friends〜」
- リコーダーとランドセル
  - 「凸凹のまま」
  - 「target」
  - 「小悪魔☆はぁと（仮）」
- お姉ちゃんが来た
  - 「Peace」
  - 「朋くんLOVEが止まらないっ」
  - 「私が一番☆Lovely Angel」
  - 「水原朋也(13)歌います!」
- みりたり!
  - 「みりたりずむ! M870ver.」
  - 「みりたりずむ! M700ver.」
  - 「みりたりずむ! マイクロガンver.」
  - 「ししゃものうた」
  - 「【歌って】GOGO☆ マジカルエミル【あげたわよ】」
  - 「ダンボールの中より」
  - 「みりたりずむ! コンバットナイフVer.」
  - 「Happy-Go-Lucky」
- おくさまが生徒会長!
  - 「恋する☆ひよこ」
  - 「恋×愛＝イクエイション」
  - 「リアライズ」
  - 「あやねメソッド」
  - 「declaration〜宣戦布告〜」
  - 「親友（かのじょ）」
- おくさまが生徒会長!+!
  - 「キラキラ☆エクスプローラー」
  - 「恋にまつわるエトセトラ〜西条ほのかの場合〜」
  - 「恋にまつわるエトセトラ〜三隅倫の場合〜」
  - 「恋にまつわるエトセトラ〜若菜羽衣の場合〜」
- ちょぼらうにょぽみ劇場-新章- 不思議なソメラちゃん
  - 「プリズムMAX〜平成維新フルHDリマスター版〜」
  - 「ソメラ色デイズ」
  - 「ソメライフ」
  - 「twin flower」
  - 「プリズムMAX返し!アンド レボリューション」
  - 「ちょっとHなうなぎの唄」
  - 「松嶋ダンス曲②【頭文字M】」
  - 「ひでゆき☆サンバ」
  - 「ノーギャラ絵描き唄」「ノーギャラ絵描き唄 -第二章-」「ノーギャラ絵描き唄 -新章-」

### ゲーム
- ひぐらしのなく頃に解 罪滅し編
  - 「あの日、あの場所、全てに『ありがとう』」
- おあずけフェティッシュ!
  - 「あした、ラブレター」
- 水平線まで何マイル?
  - 「青い空と白い翼」
- W.L.O. 世界恋愛機構
  - 「My fairytale」
  - 「VIVA! W.L.O.!! -弱気なキミに捧げる応援歌-」
- 世界を征服するための、3つの方法
  - 「Let’s stand up, my honey!」
- すまいるCubic!
  - 「reach for the runway」
- 絶対可憐!お嬢様っ
  - 「れっつごー! Modulation」
  - 「Staccato」
- 君の中のパラディアーム
  - 「楽園の鍵」
- オレの妹のエロさが有頂天でとどまる事を知らない
  - 「絶対主従主義」
- 魔王を征服するための、666の方法。
  - 「Let’s stand up, my honey!」
- 失われた未来を求めて
  - 「∞未来」
  - 「Salut.soleil!」
  - 「ray of memories」
- 三極姫〜乱世、天下三分の計〜
  - 「ツワモノガタリ」
- 三極姫〜三国乱世・覇天の采配〜
  - 「真命ノ仁義」
  - 「遥」
- 萌え萌え大戦争☆げんだいばーん
  - 「笑顔の約束」
- シュクレ 〜sweet and charming time for you.〜
  - 「thyme」
  - 「Eternity」
- 真夏の夜の雪物語 -MIDSUMMER SNOW NIGHT-
  - 「snow flake*」
  - 「ever after…」
  - 「snow flake* -Breaker. ver-」
- ホチキス
  - 「恋する時間」
- マテリアルブレイブ
  - 「Identity」
- ふたりはマイエンジェル☆
  - 「Apocalypse」
- 決戦!乙女たちの戦場3〜電撃作戦!戦果はエースの名のもとに〜
  - 「Change my world」
- フツウノファンタジー
  - 「希望の剣」
  - 「Overtaker」
  - 「"これから"を紡ぐ旅」
- 彼女はオレからはなれない
  - 「らぶらぶ☆れぼるーしょんなう!」
  - 「空に咲く」
- キスベル
  - 「恋空」
- BALDR SKY ZERO
  - 「Re:Pray」
- キスアト
  - 「青空に架けるキャンバス」
- ハルキス
  - 「Close to you…」
- リプキス
  - 「ANNIVERSARY」

## 劇伴担当作

### アニメ
- ちょぼらうにょぽみ劇場 あいまいみー
- ちょぼらうにょぽみ劇場第二幕 あいまいみー -妄想カタストロフ-
- ちょぼらうにょぽみ劇場第三幕 あいまいみー -Surgical Friends-
- お姉ちゃんが来た（プロデューサーも担当）
- 失われた未来を求めて
- みりたり!
- おくさまが生徒会長!
- ちょぼらうにょぽみ劇場-新章- 不思議なソメラちゃん
- おくさまが生徒会長!+!

### ゲーム
- ふろーりふぇすた!
- おあずけフェティッシュ!
- 隅人王ぉ
- お姉さん×すくらっち
- 水平線まで何マイル?
- すまいるCubic!
- 素直くーる
- 絶対可憐!お嬢様っ
- 君の中のパラディアーム
- オレの妹のエロさが有頂天でとどまる事を知らない
- 失われた未来を求めて
- Hyper→Highspeed→Genius
- HHG 女神の終焉
- 真夏の夜の雪物語 -MIDSUMMER SNOW NIGHT-
- 武将の右腕
- キスベル
- 僕らの頭上に星空は廻る
- 月あかりランチ OZ sings, The last fairy tale.
- キスアト
- ハルキス
- 40秒で支度しな!
- ひとつ屋根の、ツバサの下で
- リプキス
- 甘え方は彼女なりに。
- グリモア〜私立グリモワール魔法学園〜
- 黄昏酒場～Uwabami Breakers～
- 潜空のレコンキスタ

### ドラマCD
- あにめたまえ!